# Tello
Tello – miasto w Kolumbii, w departamencie Huila.